# Dămileni, Botoșani
Dămileni este un sat în comuna Cristinești din județul Botoșani, Moldova, România.

Dămileni pe harta toponimică a Hudeștiului

 Acest articol despre o localitate din județul Botoșani este deocamdată un ciot. Puteți ajuta Wikipedia prin completarea lui.